# Василь Процевич
Васи́ль Проце́вич (1673, Вільно, Велике князівство Литовське, нині Литва — 5 травня 1726, Вільно) — руський греко-католицький священник, василіянин, проповідник, доктор богослов'я, протоархимандрит Василіянського Чину (1713–1717), консультор Чину.

## Життєпис

### Навчання
Народився у Вільні в родині Христофора та Варвари, католиків латинського обряду. Перейшов на східний обряд і вступив до василіян на новіціат в Битенському монастирі, де 4 квітня 1690 року склав вічні обіти. Початкову семінарійну освіту (студії поетики і риторики) здобув у Полоцькому монастирі і 23 листопада 1693 року за рекомендацією Холмського єпископа вступив до Папської Урбаніанської колегії Пропаганди Віри в Римі. Після шести років філософсько-богословських студій здобув ступінь доктора богослов'я і 8 травня 1699 року виїхав до Литви.

### Діяльність
По повороті на батьківщину був призначений проповідником в Борунах. Під час Новгородської капітули 1703 року його кандидатуру було висунуто на вакантну Пінську Лещинську архімандрію, але він зрікся цього привілею. В 1703–1708 роках перебував у Ольшанах, де опікувався Борунською чудотворною іконою Матері Божої, яку туди вивезли через наближення шведського війська. У капітулі в Білій 1709 року брав участь як настоятель монастиря в Хомську, а наступного року призначений настоятелем Віленського Свято-Троїцького монастиря, який йому довелося відновлювати після великої пожежі, у якій 1706 року згоріла половина міста.

### Протоархимандрит Василіянського Чину
На капітулі у Вільні 1713 року о. Василь Процевич на чотири роки обраний протоархімандритом Василіянського Чину Конґреґації Пресвятої Тройці. З цього періоду в архівах Конгрегації Поширення Віри збережені деякі листи о. Процевича, пов'язані зі студіями василіянських кліриків в колегії Конгрегації, а також у справі про підпорядкування конфедерації монастирів Львівської єпархії (утворена 1711 року) владі єдиного протоархімандрита «всієї Русі». Займався також справою терміну каденції генеральних консульторів: частина ченців була за те, щоб каденція тривала чотири роки, а частина — за пожиттєву каденцію, та, однак, за його протоархімандритства це питання так і не було вирішене. По завершенні терміну уряду протоархімандрита був обраний генеральним консультором Василіянського Чину пожиттєво. У Новгородоцькій генеральній капітулі 1719 року брав участь як консультор Чину і настоятель Холмського монастиря. Як холмський настоятель брав участь у Замойському синоді (26 серпня — 17 вересня 1720). 1721 року знову став настоятелем у Вільні, де й помер 5 травня 1726 року.